# Мелница на Герхард
Мелницата на Герхард или мелницата на Грудинин е сграда на парна мелница от началото на 20 век, разрушена по време на Сталинградската битка и невъзстановена като спомен от войната. Тя е част от музея-резерват „Сталинградска битка“.

## История на създаването
Историята на мелницата започва през 1899 г., когато семейството на предприемачите Герхард получава разрешение да построи мелничен комплекс на „Балканите“ (неизползвано неофициално име за северните покрайнини на Царицин, приблизително от съвременния Дом на офицерите до Волга, наречен площад „Балкан“). Разпределеният парцел номер 346 е ограничен от север от улица „Тамбовская“ (съвременна „Наумова“), от Волга, от източната страна от улица „Архангельская“ (сега „Чуйкова“), от юг от улица „Казанская“ (преди войната „Солнечная“, сега кръстена на 13-та гвардия дивизия), от запад от улица „Пензенская“ (съвременна „Съветска“). Транспортната логистика е много удобна: от запад от железопътната линия Грязе-Царицин (сега активните коловози на Волгоградския клон на Волжската железница) железопътна линия довжда до мелницата (демонтирана след Великата отечествена война), от изток няколко десетки метра до кея на Волга и югоизточните железопътни пътища (релсите по брега на Волга са демонтирани през 30-те години на 20-ти век). Преди строителството на това място е имало незаконна постройка. Строежът започва през юни 1899 г. Мелницата е пусната в експлоатация на 20 юли 1900 г., а продажбата на брашно започва на 1 август 1900 г. Мелницата работи до пожара на 8 август 1907 г., когато остава само каменен скелет.
До май 1908 г. на същото място е построена нова сграда. Въпреки името „мелница“ е изграден хранително-вкусов комплекс, където освен мелницата за брашно има и цехове за опушване на риба, маслопреработка, хлебни цехове и складове за готова продукция. Техническото оборудване използва най-модерните за времето си технологии: собствен електрически генератор, който дава независимост от градската електрическа мрежа, собствено котелно помещение, от което е запазен тухлен комин, вътрешни механични транспортьори (запазени са счупени останки). През 1911 г. Gerhardt and Heirs наемат 78 работници за 165 работни дни с работен ден от 10,5 часа. Изплатените заплати за годината възлизат на 10 342 рубли, годишният оборот на предприятието е 1 270 000 рубли.
Сградата на мелницата е една от първите в Царицин, построена по технологията на носеща стоманобетонна рамка и външна обвивка от тухлени стени. Въпреки че подобно строителство е ново за града – това е типичен дизайн за парна мелница в началото на 20-ти век, подобни сгради са построени през този период в цялата Руска империя. Сградата е разделена на две неравни части с противопожарна стена. В по-голямата северна част са били разположени производствени цехове, а в по-малката южна – складове за готова продукция. На двете крайни стени на нивото на покрива има тухлен надпис „Gergardt“ – фамилното име на собственика, волжския германец Александър Герхард. Същият надпис е изложен в тухла с различен нюанс от страната на Волга на сградата, на 5-ия етаж, по една буква между отворите на прозорците. Надписът на южния край е изгубен през 2021 г. в резултат на аварийно срутване на тухлената зидария. Сградата е варосана, остатъци от варосването са запазени от страната на Волга. В допълнение към сградата на парцел 346 са построени 2 дървени склада за зърно на улица „Казанская“, едноетажна офис сграда и гаражи на улица „Пензенская“ (те не са възстановени след войната).
В съветско време мелницата е национализирана, сред сталинградските мелници получава номер 4. През 1929 г. е кръстена на Константин Грудинин.
- Църквата „Свети Никола“ и мелницата. Изглед от Волга
- Църквата „Свети Никола“ и мелницата. Изглед от близо
- Разтоварване на железопътни вагони
- 1915. Склад за мелница Гергарт. Гледката от камбанарията на църквата „Св. Никола“

## Сталинградска битка
През 30-те години на 20-ти век пространството на някогашния „Балкан“ се променя силно. През 1932 г. църквата „Св. Никола“ е разрушена (стои между паметника на Ленин и къщата на Павлов), с изключение на едноетажна пристройка (не е възстановен след битките), площадът е преименуван на „в името на 9 януари“ (в памет на Кървавата неделя). На площада са построени две четириетажни сгради-близнаци – къщи за работниците на Регионалния Потребсъюз (сега къщата на Павлов) и администрацията на комисията Совпартконтрол (по време на Сталинградската битка тя се нарича къщата на Заболотни, тя е разрушена до основи и не е възстановена). На мястото на сегашния Дом на офицерите е построена двуетажна къща, измазана в цвета на млякото (по време на битките се нарича „млечната“ къща, разрушена е и не е възстановена). В югоизточния ъгъл е построена четириетажна сграда на Уполнаркомтяшпром (разрушена по време на войната и не е възстановен). От южната страна на мелницата е построен комплекс от сгради на НКВД (по време на войната това са къщите на специалистите и не са възстановени) и сградата на Държавната банка (разрушена, невъзстановена), от север къщата на железничарите (L-образна, не възстановен).
Мелницата работи до 14 септември 1942 г., когато сградата е ударена от фугасни бомби, което предизвиква пожар и спира работата. На този ден 42-ра пехотна бригада на генерал Матвей Батраков, която защитава централната част на Сталинград, отстъпва и се бие в малък район близо до Речната гара. В универсалния магазин, сградата на жп гарата, сградата на драматичния театър и затвора на улица „Голубинская“ съветските огнища на съпротива от разпръснатите тилови части на 62-ра армия и народната милиция от сталинградски полицаи, пожарникари и работници остават обкръжени. В нощта на 14 срещу 15 септември 13-та гвардейска стрелкова дивизия на генерал Александър Родимцев прекосява Волга, за да коригира катастрофалната ситуация. Частта на лейтенант Червяков заема сградата, оставя я в тила и продължава да напредва, за да помогне на 10-та дивизия на НКВД, обградена близо до гарата. Въпреки това, след ожесточени битки от 15 до 20 септември, не е възможно да се закрепят на линията на гарата; оцелелите съветски войници се оттеглят към мелницата.
Спецификата на битките в жилищните райони на Сталинград е превземането на отбранителни възли – сгради или групи от сгради с мощни стени и мазета, способни да издържат на директни удари от бомби и снаряди. Такъв защитен център служи като подслон за гарнизона, който организира щурмова група за атака на врага. Няма непрекъсната фронтова линия. Дървените, едноетажни сгради, сградите с кирпичени стени са пренебрегнати и служат като ничия земя. На тази ивица се извършва разузнаване, снайперисти се крият, сапьори поставят мини, но няма постоянен гарнизон.
До 20 септември линията на отбраната е установена; 3-ти батальон от 42-ри стрелкови полк на 13-та гвардейска стрелкова дивизия поема отбраната в мелницата. Площад „9 януари“ става ничия земя, немците превземат мандрата от запад на мелницата, L-образната къща от север, Държавната банка и комплекса на НКВД от юг. Всички те се превъръщат в германски отбранителни центрове и заобикалят сградите, държани от съветските войници от три страни. Мелницата, къщите на Павлов и Заболотни стават отбранителен център „Пенза“ (по името на улица „Пенза“), а сградата на мелницата остава единствената многоетажна сграда в района на централния насип, държан от съветските войски и като много масивна и силна се превъръща в цитаделата на отбранителния център на улица „Пенза“. Последният останал маршрут за доставка – солният кей на централния насип край Волга – е използван само през нощта, с голям риск за плавателните съдова. При тези условия този кей се превърна в много важен стратегически обект – един от малкото на полегатите склонове към Волга. От това място е удобно както да се заеме предмостие на западния бряг на Волга (което е направено от 13-та гвардейска стрелкова дивизия), така и да се контролира местоположението на евентуално преминаване към източния бряг.
Фронтът започва да се движи през януари 1943 г., 13-та дивизия започва офанзива в района на Мамаев Курган, зоната на 9 януари престава да бъде ничия земя под обстрел. Едва тогава е възможно да се приберат телата на убитите на площада, непгребаните от септемврийските боеве и убитите през зимата. Те са погребани в общ гроб на площада след войната, над него е издигнат гранитен паметник. Понастоящем няма написани имена на този масов гроб, въпреки че някои от тях могат да бъдат идентифицирани – кои са погребани в него.
Сградата е полуобкръжена в продължение на 58 дни, като през тези дни устоява на множество попадения от авиационни бомби и снаряди. Тези щети са видими и сега – буквално всеки квадратен метър от външните стени е прорязан от снаряди, куршуми и осколки, стоманобетонните греди на покрива са счупени от преките попадения на авиационни бомби. Стотици кубични метри много качествена тухлена зидария и стоманобетон са избити от сградата от експлозии. Страните на сградата показват различна интензивност на минохвъргачен и артилерийски огън – минимален от страната на Волга, от останалите три страни се виждат следи от огъня от всички видове артилерия, както и бойниците в отворите на прозорците, направени от защитниците на сградата. Това, което помага на сградата да оцелее и да не бъде разрушена до основи саа повишената здравина и устойчивост на вибрации на стоманобетонната рамка, която първоначално е вградена в проекта и е необходима за работата на промишленото оборудване на мелницата.
- Ермановски район, август 1942
- Командирът на 13-та гвардейска дивизия генерал Родимцев (в центъра, с цигара)
- 13-та гвардейска дивизия в битка 1942
- 7 януари 1943 г. Вдясно на заден план е мелницата

## Личности
Александър Герхард е роден на 23 януари 1864 г. в колонията Щрауб (сега село Малая Скатовка, Татишчевски район, Саратовска област), в семейство на волжки немци, завършил реално училище в Саратов и става партньор на дядо си през 1883 г. Тогава заедно с чичо си Август Данилович Гергхард и братята си (Иван Карлович, Александър Карлович и Александър Александрович Герхард) Александър основава търговската къща „А. Д. Гергард и племенници“ в Царицин, която по-късно е преобразувана в акционерно дружество „Братя Герхард“. След 1917 г. е взет като заложник от Карл Радек, който е арестуван в Германия. [10] . На 1 януари 1933 г. е арестуван в Москва от ОГПУ (наследник на ЧК), където умира в ареста на 21 април 1933 г.
Константин Николаевич Грудинин – секретар на партийната клетка на Всесъюзната комунистическа партия (болшевики) на държавна мелница № 4, член на партията на РКП (болшевики) от 1916 г., участник в Гражданската война. От 1920 г. работи в мелницата като стругар. Застрелян на 26 май 1922 г. от Александър Герлингер.
След като взима наличното просо, Герлингер се въръща в сушилнята, в помещението за претегляне и приемане, където се намира Грудинин. Приближавайки се към последния отзад с револвер в ръце, Герлингер размахва револвера отгоре надолу и натиска спусъка, без намерение да стреля или да нарани някого. Не достигайки на 2 – 3 крачки от Грудинин, той стреля и го ранява смъртоносно в главата. Куршумът е ударил тилната кост и е излязъл от дясната страна на челната кост.
Наказателно дело за убийство
Погребан е в общ гроб заедно с Яков Ерман и Иван Тулак (гробът е запазен и се намира в Комсомолската градина на Волгоград). На 27 октомври 1922 г. Революционният трибунал осъжда Герлингер на 1,5 години затвор, като се вземат предвид 5-те месеца, прекарани в затвора по време на разследването, плюс 1 година лишаване от всички граждански права. През 1929 г. мелницата е кръстена на Константин Грудинин.
Захар Петрович Червяков – командир на 1-ви батальон от 42-ри полк на 13-та гвардейска дивизия. Той превзема сградата на мелницата по време на десанта през нощта на 14 септември 1942 г. и продължава да напредва към жп гарата, където е ранен и евакуиран през Волга.
Иван Иванович Наумов – командир на 7-ма рота от 3-ти батальон на 42-ри полк от 13-та гвардейска дивизия, който защитава мелницата от втората половина на септември 1942 г. Убит при нападението на „млекарницата“ на 24 ноември 1942 г.
Иван Филипович Афанасиев – командир на картечен взвод на 7-ма рота от 3-ти батальон на 42-ри полк на 13-та гвардейска дивизия. Той командва отбраната на къщата на Павлов, част от отбранителния център на Пенза. Ранен е тежко при нападението на „млекарницата“ на 24 ноември 1942 г. След войната живее във Волгоград, почетен гражданин на града.
Николай Епифанович Заболотни – младши лейтенант, командир на взвод на 7-ма рота от 3-ти батальон на 42-ри полк на 13-та гвардейска дивизия. Ръководител на отбраната на „Заболотния дом“, част от Пензенския отбранителен център. Убит при нападението на „млекарницата“ на 22 ноември 1942 г.
Алексей Ефимович Жуков – командир на 3-ти батальон от 42-ри полк на 13-та гвардейска дивизия.
- Ценова листа на търговската къща на братя Герхард с изглед към мелницата
- Константин Грудинин

## Интересни факти
Сградата имала „близнак“ – втората мелница на Герхард в заливната част на река Царица. Тя също така оцелява в битката при Сталинград, като получава значителни щети и също не е възстановен след войната, а през 60-те години е покрита с пръст по време на строителството на станцията на площад „Чекистов“ на метрото във Волгоград. Тази сграда споделя съдбата на още няколко мелници на царицинските предприемачи Милър и Туркин, които са погребани по склоновете на река Царина през 50-те и 60-те години на миналия век, въпреки запазването на „скелетите“ на сградите. Във Волгоград обаче са запазени две сгради на царицинските мелници: действащото предприятие „Сарептская мелница“ – бившата парна мелница на братя Бауер – и преустроена след войната в административна сграда на улица „Кирсановская“, сграда 6.
Сградата на мелницата е една от трите сгради, които са останали нереставрирани след битката за Сталинград. Другите две са сградата на командния пункт на 138-ма дивизия на остров Людников и сградата на фабричната лаборатория на завода „Червен октомври“.
През 1943 г. и няколко последващи години, поради катастрофалния недостиг на помещения в разрушения град, някои помещения от сградата на мелницата са минимално ремонтирани и заети от жители. След като е взето решение за създаване на музей-паметник, всички следи от следвоенни ремонти са демонтирани.
До 80-те години достъпът до сградата е разрешен за туристически обиколки.
Туристите и жителите на града често бъркат мелницата на Герхард с къщата на Павлов, разположена на отсрещната страна на улицата.